# Brezovica (gmina Hrpelje-Kozina)
Brezovica – wieś w Słowenii, w gminie Hrpelje-Kozina. 1 stycznia 2017 liczyła 83 mieszkańców.